# Scaphiophryne brevis
Scaphiophryne brevis és una espècie de granota que viu a Madagascar.